# Eurycorypha arabica
Eurycorypha arabica är en insektsart som beskrevs av Boris Petrovich Uvarov 1936. Eurycorypha arabica ingår i släktet Eurycorypha och familjen vårtbitare.

## Underarter
Arten delas in i följande underarter:
- E. a. arabica
- E. a. media
- E. a. reducta